# Pterolophia quadricristata
Pterolophia quadricristata là một loài bọ cánh cứng trong họ Cerambycidae.